# Jan Hauzer
Jan Hauzer (ur. 18 stycznia 1904 w Kijanach, zm. 1 lutego 1977 w Pruszkowie) – działacz komunistyczny i związkowy.
Syn robotnika w cukrowni, skończył szkołę podstawową i od 1918 był ślusarzem, od XII 1920 w warsztatach kolejowych w Zamościu, a 1922-1924 robotnik torowy w Hrubieszowie. 1924-1926 odbywał służbę wojskową w 19 pułku ułanów wołyńskich w Ostrogu, potem był robotnikiem torowym, pomocnikiem maszynisty i ślusarzem w PKP w Hrubieszowie i Jędrzejowie. 1928-1945 był ślusarzem w warsztatach kolejowych PKP Pruszków, Warszawa-Praga i ponownie Pruszków. Od 1928 działacz KPP i Związku Zawodowego Kolejarzy (ZZK). IV 1942 wstąpił do PPR, był kolporterem w Pruszkowie. 
Po 18 stycznia 1945 rozpoczął organizowanie ZZK w Zakładach Naprawczych Taboru Kolejowego (ZNTK) w Pruszkowie i organów samorządowych w tym mieście. Członek komitetu fabrycznego PPR, IV 1945 przeniesiony służbowo do Gdańska na stanowisko kierownika robót warsztatowych w Warsztatach Głównych PKP. Członek Komitetu Miejskiego (KM) i egzekutywy KM PPR/PZPR. Był radnym Miejskiej Rady Narodowej (MRN) w Gdańsku i członkiem Komisji Rewizyjnej Zarządu Okręgowego (ZO) ZZK. Delegat na I Zjazd PZPR w grudniu 1948 i na I Konferencję Wojewódzką PZPR w Gdańsku 25 VI 1949. VII 1950 przeniesiony do ZNTK w Pruszkowie, gdzie do 1970 był mistrzem produkcji. Członek Komitetu Zakładowego (KZ) PZPR (1950-1952 i 1954-1970) i egzekutywy Oddziałowej Organizacji Partyjnej (1952-1954). 1970 przeszedł na emeryturę, a VIII 1971 otrzymał rentę specjalną. 1970-1974 w dalszym ciągu członek KZ PZPR, brał udział w pracach Zarządu Klubu Sportowego "Znicz". 
Odznaczony m.in. Orderem Sztandaru Pracy I klasy i Złotym Krzyżem Zasługi.